# 米浪语
米浪语是印度阿鲁纳恰尔邦上桑朗县一种桑朗语群或达尼语支语言。

## 系属分类
米浪语在传统上被划入达尼语支，和分类内其他语言关系最远。Post & Blench (2011)重新将它分为桑朗语群，因为米浪语和克罗语有明显的非汉藏词汇对应。这暗示，米浪语可能和其他桑朗语群语言一样，有非汉藏语的底层，或只是带有汉藏语特征的非汉藏语。